# Heiner Metzler
Heiner Metzler (* 5. Oktober 1930; † 28. Juli 2015) war ein deutscher Judoka und Judo-Bundestrainer. Er trug den 8. Dan.

## Leben
Metzler wurde im Jahr 1960 als erster Deutscher Europameister im Mittelgewicht und verteidigte den Titel 1961. Anschließend stand er dem DJB als Bundestrainer zur Verfügung. Von 1971 bis 1975 trainierte er die Junioren, 1978 und 1979 die Frauen und danach bis 1990 die Männer. Er begleitete Frank Wieneke 1984 zu olympischem Gold. 
Nach seiner aktiven Zeit als Bundestrainer lebte Metzler mit seiner Frau im Süden Frankreichs.

## Erfolge
| Date              | Result | Judo Event                | Comp. | Cat.    |
| ----------------- | ------ | ------------------------- | ----- | ------- |
| 27. November 1965 | 3      | German Open Aachen        | IT    | U80     |
| 28. November 1964 | 3      | German Open Bochum        | IT    | U80     |
| 7. Dezember 1963  | 1      | German Open Freiburg      | IT    | U80     |
| 3. Dezember 1960  | 1      | German Open Villingen     | IT    | open    |
| 3. Dezember 1960  | 1      | German Open Villingen     | IT    | 3rd dan |
| 6. Dezember 1959  | 1      | German Open Dieringhausen | IT    | 3rd dan |
| 6. Dezember 1959  | 1      | German Open Dieringhausen | IT    | open    |